# Necropsittacus rodricanus
Il pappagallo di Rodrigues o pappagallo di Leguat (Necropsittacus rodricanus [Milne-Edwards, 1873]) era una specie estinta endemica dell'isola di Rodrigues, nell'arcipelago delle Mascarene. Noto grazie a resti subfossili e a fonti contemporanee, rimane incerto a quale altra specie fosse più prossimo; tuttavia, è inserito nella tribù Psittaculini, come altri pappagalli mascarensi. Presentava varie somiglianze con il pappagallo dal becco largo di Mauritius, cui potrebbe essere stato imparentato. Due ulteriori specie (N. francicus e N. borbonicus) sono state in passato assegnate allo stesso genere, sulla base di descrizioni provenienti da altre isole, ma la loro identificazione e validità sono ancora controverse.
Di colore verde, il pappagallo di Rodrigues aveva testa e becco eccezionalmente grandi e una coda lunga. Non conosciamo la sua taglia esatta, ma si stima potesse raggiungere circa 50 cm di lunghezza, risultando così il pappagallo più grande di Rodrigues e quello con la testa più massiccia tra i pappagalli delle Mascarene. Forse il suo aspetto ricordava quello del pappagallo beccogrosso. Al momento della sua scoperta abitava e nidificava sugli isolotti a sud di Rodrigues, dove i ratti introdotti non erano presenti, e si nutriva soprattutto dei semi dell'arbusto Fernelia buxifolia. Fu menzionato per l'ultima volta nel 1761 e, con ogni probabilità, si estinse poco dopo, probabilmente a causa della predazione da parte di animali introdotti, della deforestazione e della caccia umana.

## Tassonomia
I pappagalli che si ritiene appartenessero alla specie di Rodrigues furono menzionati per la prima volta nel 1708 dal viaggiatore francese François Leguat, nel suo memoriale A New Voyage to the East Indies. Leguat guidava un gruppo di nove ugonotti francesi che, tra il 1691 e il 1693, colonizzarono Rodrigues dopo esservi stati abbandonati. A queste prime notizie fecero seguito quelle del marinaio francese Julien Tafforet, anche lui abbandonato sull'isola nel 1726, che le riportò nella Relation de l'Île Rodrigue, e quelle dell'astronomo francese Alexandre Pingré, recatosi a Rodrigues per osservare il transito di Venere del 1761.

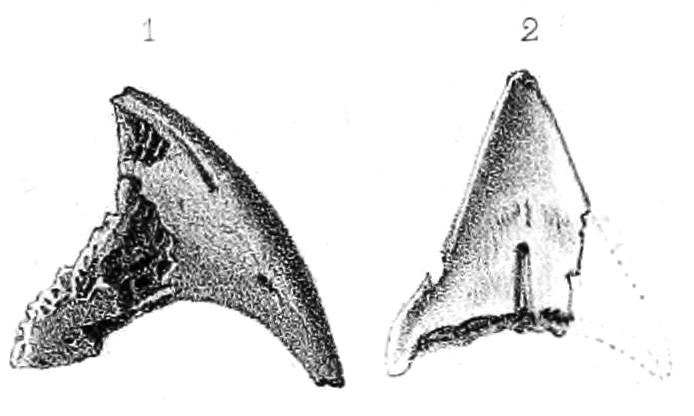
Ramo superiore del becco dell'olotipo (1867).

Nel 1867, lo zoologo francese Alphonse Milne-Edwards studiò alcuni resti subfossili di uccelli provenienti da Rodrigues, ottenuti tramite l'ornitologo britannico Alfred Newton: erano stati scavati sotto la supervisione del fratello di quest'ultimo, Edward Newton, Segretario coloniale. Fra i reperti figurava una porzione anteriore del ramo superiore del becco, giudicata appartenente a un pappagallo. Sulla base di questo esemplare, Milne-Edwards descrisse una nuova specie, Psittacus rodricanus. Pur trovando il becco simile a quello dei lori del genere Eclectus, preferì non inserirla in quel gruppo per la scarsità dei resti.
L'epiteto specifico rodricanus rimanda a Rodrigues, isola così chiamata in onore del navigatore portoghese Diogo Rodrigues. Nel 1873, in una nota a piè di pagina all'interno di una raccolta dei suoi articoli, lo stesso Milne-Edwards modificò l'ortografia in rodericanus, forma che rimase in uso a lungo; nel 2014, tuttavia, l'IOC World Bird List decise di tornare alla denominazione originaria rodricanus. Quando Milne-Edwards ricevette un ramo superiore del becco e uno inferiore più completi, che gli parvero affini a quelli del genere Palaeornis, trasferì la specie in un proprio genere, Necropsittacus (dal greco nekros, «morto», e psittakos, «pappagallo»), alludendo così al suo status di specie estinta.
Sempre nel 1873, in un'altra nota alle sue pubblicazioni, Milne-Edwards ipotizzò che i resti subfossili corrispondessero ai pappagalli descritti da Leguat. Nel 1875, Alfred Newton esaminò la relazione di Tafforet, da poco riscoperta, identificandovi a sua volta un riferimento al pappagallo di Rodrigues. In una successiva edizione (1891) dell'opera di Leguat, lo scrittore britannico Samuel Pasfield Oliver espresse però dubbi sul fatto che i pappagalli menzionati fossero davvero quelli di Rodrigues, sostenendo che le dimensioni indicate sembravano troppo ridotte e ipotizzando che si trattasse invece del parrocchetto di Newton. Poiché Leguat menzionava pappagalli sia verdi che blu in un'unica frase, il paleontologo britannico Julian Hume ha suggerito nel 2007 che Leguat potesse riferirsi sia al pappagallo di Rodrigues che al parrocchetto di Newton, oppure a due varietà cromatiche del solo parrocchetto.
Non si conosce l'attuale ubicazione del becco che funse da olotipo. Potrebbe coincidere con l'esemplare UMZC 575, inviato da Milne-Edwards ad Alfred Newton dopo il 1880, che corrisponde al disegno e alla descrizione originari, sebbene non vi siano prove conclusive. Nel 1879, l'ornitologo tedesco Albert Günther ed Edward Newton descrissero altri fossili del pappagallo di Rodrigues, tra cui un cranio e ossa degli arti. I resti di questa specie, in generale, rimangono rari; ciononostante, subfossili sono stati scoperti in alcune grotte della Plaine Corail e nella Caverne Tortue.

### Evoluzione

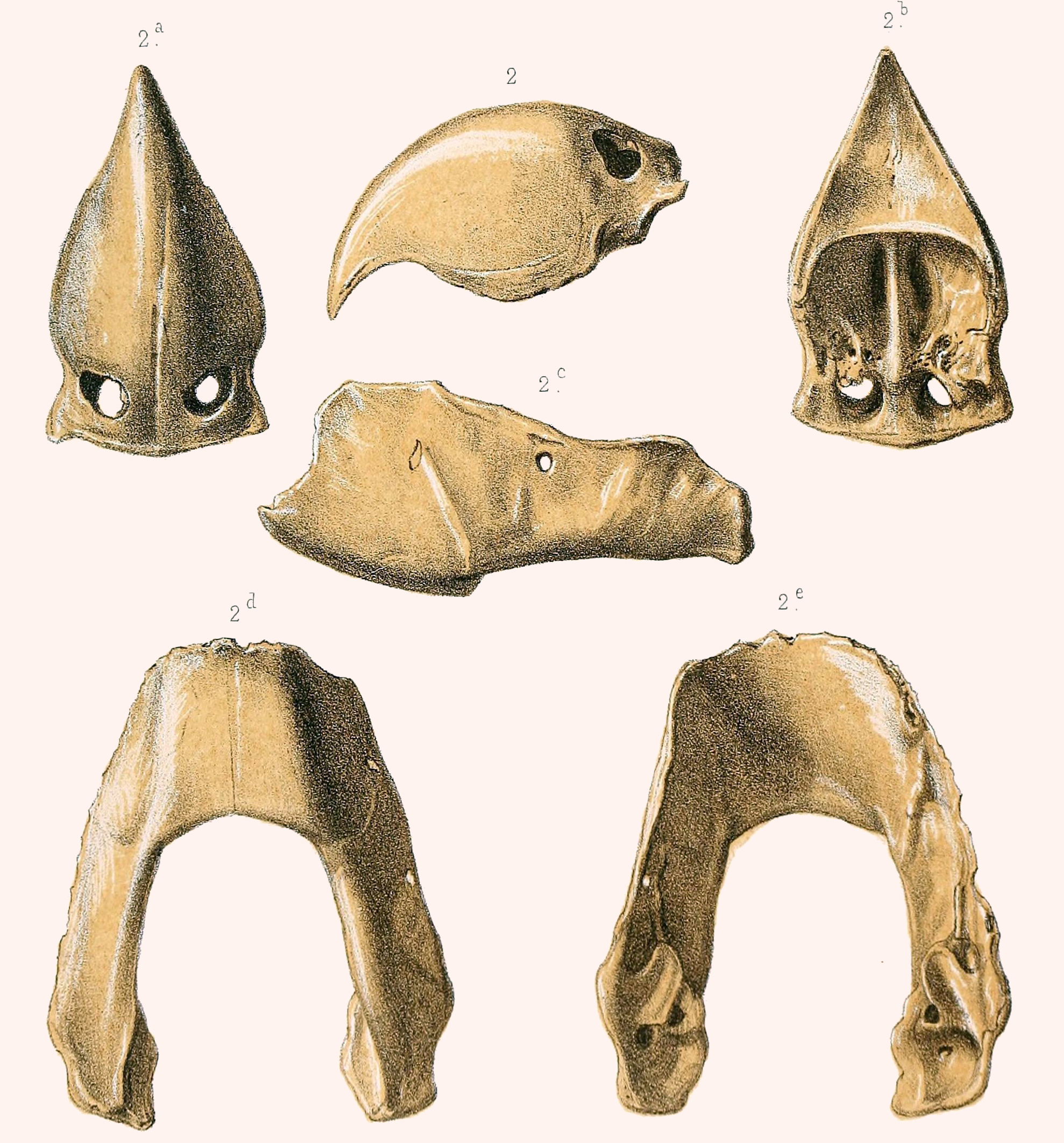
Becco attribuito a questa specie (1873).

Molti uccelli endemici delle Mascarene, incluso il dodo, derivano da antenati dell'Asia meridionale. L'ecologo britannico Anthony S. Cheke e Julian Hume hanno proposto che questo valga anche per tutti i pappagalli di tale arcipelago. Durante il Pleistocene, i livelli del mare erano più bassi, il che consentì a diverse specie di colonizzare isole all'epoca meno isolate. Sebbene si conoscano ancora pochi dettagli sulle specie di pappagalli estinte delle Mascarene, i resti subfossili mostrano caratteristiche comuni come la testa e le mascelle particolarmente ampie, le ossa pettorali ridotte e le zampe robuste. Nel 1893, Edward Newton e l'ornitologo tedesco Hans Gadow stabilirono una stretta parentela fra il pappagallo di Rodrigues e il pappagallo dal becco largo, basandosi su mascelle di grandi dimensioni e altre somiglianze osteologiche. Non fu però possibile determinare se entrambi appartenessero allo stesso genere, in quanto la presenza di una cresta era stata attestata solo nel pappagallo dal becco largo. Nel 1987, l'ornitologo britannico Graham S. Cowles ritenne invece i loro crani troppo diversi per indicare una parentela stretta.
Secondo Hume, i pappagalli delle Mascarene avrebbero un'origine comune nell'ambito della radiazione evolutiva della tribù Psittaculini, sulla base di tratti morfologici e del fatto che questi uccelli hanno colonizzato con successo molte isole remote dell'Oceano Indiano. È anche possibile che gli Psittaculini abbiano invaso la regione in più riprese, poiché diverse specie presentano un alto grado di specializzazione e potrebbero essersi evolute in modo significativo su alcune isole vulcaniche prima che emergessero le stesse Mascarene.

### Parenti estinti ipotetici

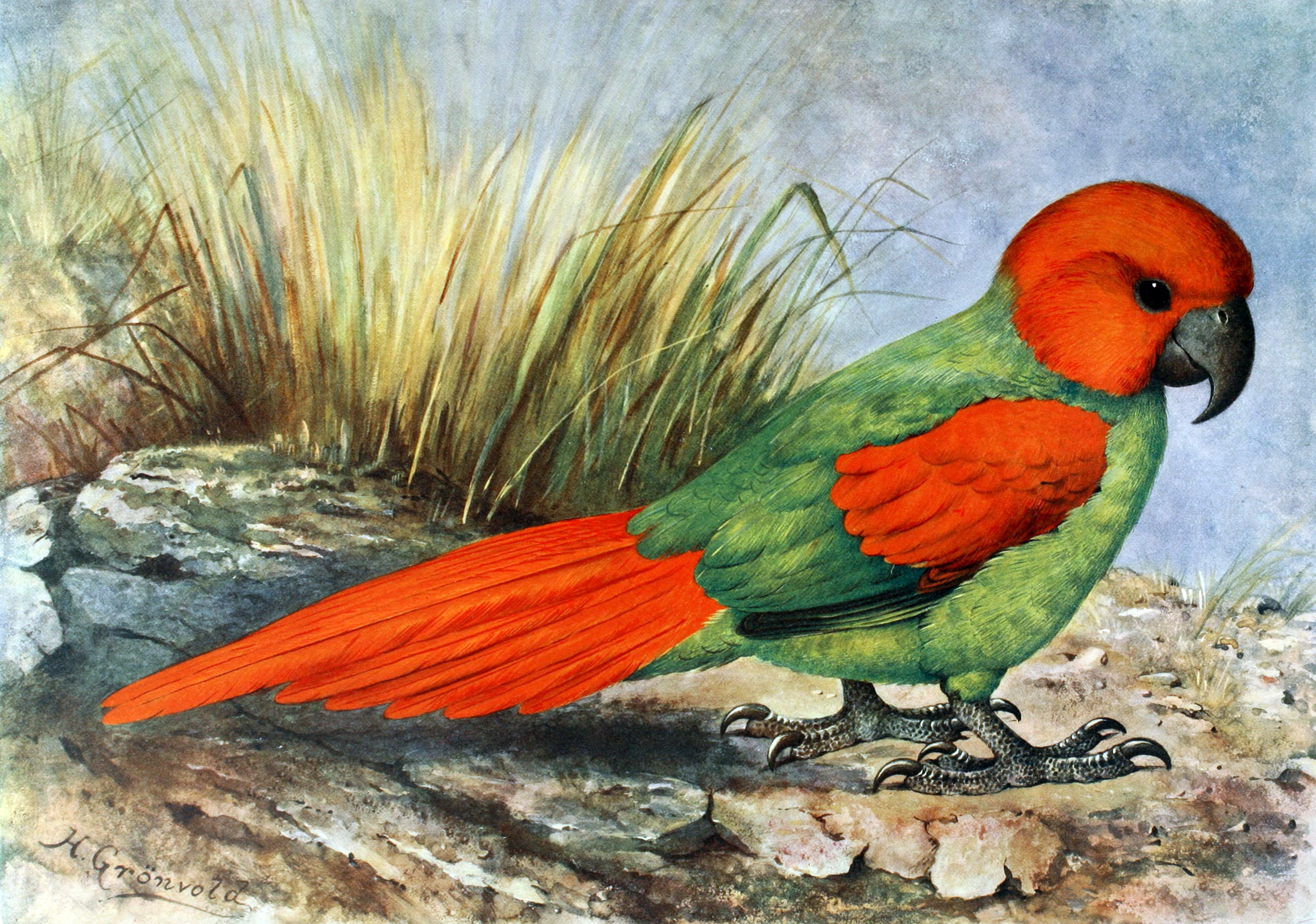
Illustrazione del 1907 di Henrik Grønvold, che mostra la colorazione della specie ipotetica N. borbonicus combinata con la struttura corporea del pappagallo di Rodrigues.

Lo zoologo britannico Walter Rothschild attribuì a Necropsittacus due ipotetiche specie di pappagalli provenienti dalle altre isole Mascarene: N. francicus nel 1905 e N. borbonicus nel 1907. Rothschild descrisse N. francicus come avente «testa e coda di un rosso acceso, mentre il resto del corpo e della coda è verde» e sostenne che tale descrizione si basasse su resoconti di viaggi a Mauritius del XVII e dei primi del XVIII secolo. N. borbonicus (chiamato così da Bourbon, antico nome dell'isola di Réunion) derivava invece da un'unica testimonianza del viaggiatore francese Sieur Dubois, secondo il quale a Réunion esistevano «pappagalli verdi della stessa taglia [presumibilmente del parrocchetto di Réunion], con testa, parte superiore delle ali e coda del colore del fuoco». Rothschild li classificò entrambi in Necropsittacus poiché Dubois aveva paragonato quei pappagalli a specie affini.
L'inclusione di queste due specie nel genere Necropsittacus ha generato un notevole dibattito tassonomico, e la loro reale identità resta incerta. N. borbonicus fu in seguito indicato anche come «pappagallo rosso e verde di Réunion» o «pappagallo di Réunion», mentre N. francicus venne definito «pappagallo di Mauritius». L'ornitologo giapponese Masauji Hachisuka riconobbe N. borbonicus nel 1953 e ne propose una ricostruzione con la colorazione descritta da Dubois, ma utilizzando la struttura corporea del pappagallo di Rodrigues. Considerò invece superflua la denominazione di N. francicus, auspicando comunque che emergessero nuove prove. Nel 1967, l'ornitologo statunitense James Greenway ipotizzò che N. borbonicus fosse in realtà un lori domestico sfuggito alla cattività, dato che in alcuni dipinti olandesi del XVI secolo compare un lori garrulo delle Indie Orientali in condizioni analoghe. Greenway non riuscì però a reperire alcun riferimento conforme a quelli indicati da Rothschild per N. francicus.
Nel 1987, Cheke ritenne che lo schema cromatico attribuito a N. borbonicus richiamasse quello dei pappagalli del genere Psittacula, mentre considerò N. francicus frutto di descrizioni confuse. Nel 2001, lo scrittore britannico Errol Fuller suggerì che la testimonianza di Dubois su N. borbonicus potesse riferirsi a una specie mai documentata in altro modo, oppure risultare fuorviante, definendo N. francicus «una delle specie ipotetiche più discutibili». Nel 2007, Hume avanzò l'idea che Rothschild avesse collegato N. borbonicus al pappagallo di Rodrigues per errore, incorporando nel proprio resoconto le affermazioni di Dubois (che in realtà non visitò mai Rodrigues) e attribuendo così a quest'ultimo pappagallo un piumaggio in parte rosso, sebbene fosse interamente verde. Rothschild attribuì inoltre la descrizione di N. francicus a Dubois, ripetendo la stessa colorazione precedentemente indicata per il pappagallo di Rodrigues. Hume concluse dunque che il nome N. francicus si basasse unicamente sulla «fantasia confusa di Lord Rothschild». Aggiunse che, se il racconto di Dubois su N. borbonicus si riferiva effettivamente a un pappagallo endemico di Réunion, potrebbe trattarsi di una forma derivata dal parrocchetto alessandrino, che presenta una livrea simile a eccezione della coda rossa.

## Descrizione

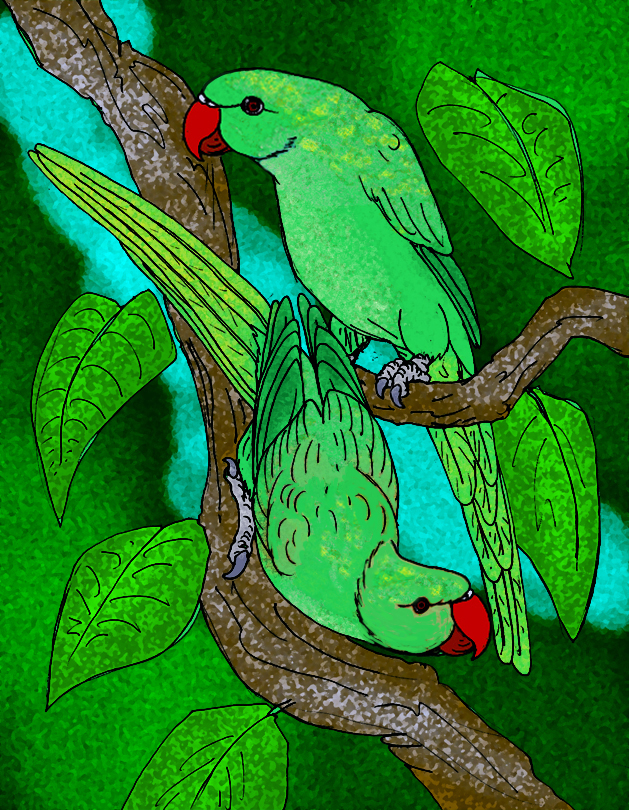
Ricostruzione di due pappagalli di Rodrigues.

Il pappagallo di Rodrigues era considerato il più grande pappagallo dell'isola, caratterizzato da una testa voluminosa, una lunga coda e un piumaggio uniformemente verde. Il cranio, piatto e depresso rispetto a quello di molti altri pappagalli, misurava circa 50 mm di lunghezza (escludendo il becco), 38 mm di lunghezza e 24 mm di profondità, ricordando per forma generale quello dei pappagalli del genere Ara. Le ossa del cinto pettorale e degli arti presentavano diverse misure: il coracoide (parte della spalla) era lungo 35 mm, l'omero 53 mm, l'ulna 57 mm, il femore 49 mm, la tibia 63 mm e il metatarso 22 mm. Non si sa con esattezza quanto fosse lungo il corpo, ma si ipotizza potesse raggiungere i 50 cm, una taglia paragonabile a quella di un grosso cacatua. Nonostante la tibia fosse del 32% più piccola rispetto a quella di una femmina di pappagallo dal becco largo, il pappagallo di Rodrigues presentava ossa pettorali di simili dimensioni e, in proporzione, la testa più grande di qualunque pappagallo delle Mascarene.
Lo scheletro mostrava analogie con i generi Tanygnathus e Psittacula, e le ossa pettorali e pelviche erano simili a quelle del kākā della Nuova Zelanda. In vita, l'aspetto avrebbe potuto ricordare il pappagallo beccogrosso, ma con testa e coda ancor più pronunciate. A differenza di altri pappagalli delle Mascarene, le narici erano rivolte verso l'alto anziché in avanti; inoltre, non emergono indizi che suggeriscono la presenza di una cresta come nel pappagallo dal becco largo, e non si dispone di prove sufficienti per stabilire se questa specie presentasse un marcato dimorfismo sessuale. L'assenza di distinzioni nette tra i reperti ossei di dimensioni maggiori e minori fa pensare che non esistessero differenti gruppi di taglia.

## Biologia

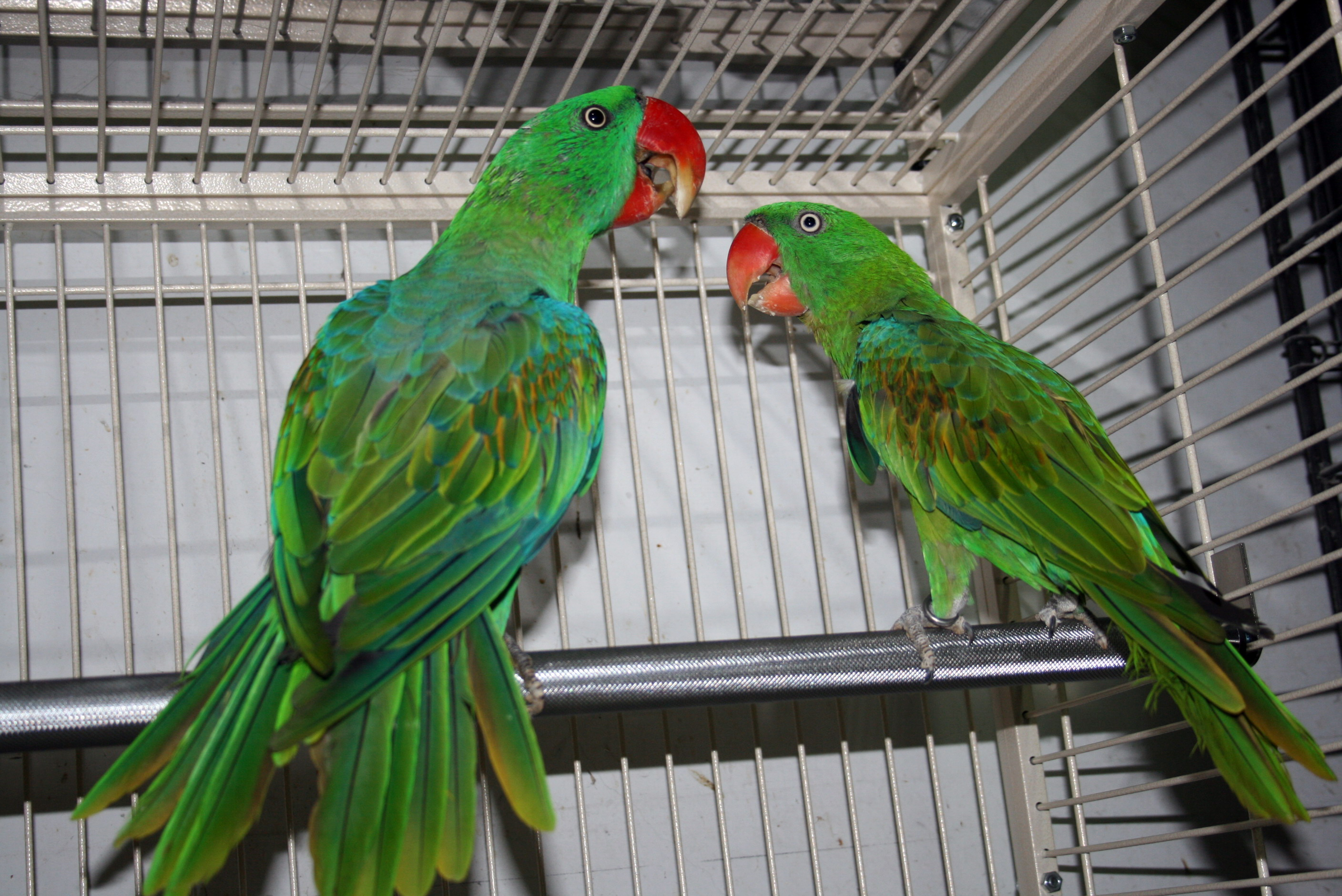
Il pappagallo di Rodrigues potrebbe essere stato simile al pappagallo beccogrosso.

L'unica descrizione dettagliata del pappagallo di Rodrigues in vita risale al 1726, quando il marinaio francese Julien Tafforet scrisse:
Tafforet aggiunse che si cibavano dei semi di Fernelia buxifolia («bois de buis»), un arbusto allora comune a Rodrigues e isole vicine, oggi in pericolo di estinzione. Prima di lui, François Leguat aveva osservato che i pappagalli dell'isola mangiavano anche i frutti di Cassine orientalis («bois d'olive»). Poiché sull'isola principale abbondavano ratti introdotti, questi pappagalli – come lo storno di Rodrigues e il piccione di Rodrigues – erano costretti a nidificare sugli isolotti limitrofi, privi di roditori.
Quando giunsero gli esseri umani, molte specie endemiche di Rodrigues si estinsero, e l'ecosistema risulta ancor oggi fortemente compromesso. Un tempo, l'isola era interamente ricoperta di foreste, quasi del tutto distrutte in epoca successiva. Insieme al pappagallo di Rodrigues, scomparvero o si ridussero drasticamente anche il solitario di Rodrigues, il rallo di Rodrigues, il parrocchetto di Newton, lo storno di Rodrigues, l'allocco di Rodrigues, la nitticora di Rodrigues e il piccione di Rodrigues, oltre a varie specie di rettili, fra cui due grandi testuggini terrestri e un geco diurno.

## Estinzione
Delle circa otto specie di pappagalli endemiche delle Mascarene, solo il parrocchetto di Mauritius è sopravvissuto; tutte le altre si sarebbero estinte a causa della caccia e della deforestazione. Anche sulle isolette prospicienti Rodrigues comparvero infine i ratti, contribuendo all'eliminazione del pappagallo di Rodrigues e di altri uccelli. È probabile che anche gatti e altri predatori introdotti abbiano cacciato gli esemplari rimasti, mentre i ratti ne avrebbero predato uova e pulcini.
François Leguat riferì che i pappagalli locali venivano catturati a scopo alimentare, sebbene non sia chiaro se si trattasse del pappagallo di Rodrigues o di una forma verde del parrocchetto di Newton:
Nel 1761, l'astronomo Alexandre Pingré evidenziò che, sebbene i volatili del posto fossero molto apprezzati come selvaggina, il pappagallo di Rodrigues era già raro:
Lo stesso Pingré riportò che i cacciatori di testuggini bruciavano la vegetazione per catturare più facilmente le prede, contribuendo ulteriormente alla riduzione della popolazione di pappagalli. La sua testimonianza del 1761 è l'ultima menzione nota di questa specie, che con tutta probabilità si estinse poco tempo dopo.